# I. Teofil alexandriai püspök
I. Teofil, görögösen Theophilosz (ógörögül: Θεόφιλος, latinul: Theophilus), (350 körül – 412. október 28.) alexandriai püspök 384-től haláláig.

## Élete
Teofil I. Timóteus püspök utódaként lépett az alexandriai pátriárkai székbe. Órigenész tisztelője volt, de a 390-es évekre – részben egyes origenisták őt ért sértegetései miatt – felülvizsgálta Órigenészről vallott nézeteit, és eretnekké nyilvánította az exegétát és követőit. Döntését támogatta Szent Epiphaniosz és Szent Jeromos is. Az üldözött origenisták egy része a Teofil által már korábban sem kedvelt Aranyszájú Szent János konstantinápolyi püspökhöz fordult menedékért. Az ügyet kivizsgálandó, Arcadius bizánci császár Konstantinápolyba idéztette Teofilt, aki viszont ott elnyerte Aelia Eudoxia császárné jóindulatát, és sikerült elérnie Aranyszájú Szent János megfosztását a püspökség éléről. Egyes források szerint az ő nevéhez fűződik 389-ben az alexandriai könyvtár részleges elpusztítása.
Teofil 28 évnyi pátriárkátus után, 412-ben hunyt el. Utóda unokaöccse, Alexandriai Szent Cirill lett.

## Művei
Bár sok művet írt, mára csak néhány levele és egy eucharisztiáról szóló beszéde maradt fenn Alexandriai Szent Cirill művei között. Cirill utal még Teofilnak a bűnbánatról szóló írásására, az Apophthegmata Patrum pedig az ítéletről írt munkáját nevezi meg. Ezenkívül ismert még az Izajás-látomásról szóló könyve, amely Ameliai Szent Jeromos művei között maradt fenn.